# Леопардове Коп'є
Леопардове Коп'є  — африканська археологічна пам'ятка та культура, що існувала з початку X ст. до 1070-х років. На її основі сформувалася перша південноафриканська держава Мапунгубве. Назва походить від слова «коп'є», що означає пагорб та священної тварини — леопарда.

## Історія
Дослідження доводять, що невеличке поселення утворилося в IX ст. Цей період назвали Фаза Жізо (на честь однойменного пагорба). Археологами виявлено скляні та бісерні намистини, мідні браслети та залізний шлак. В цей період населення замаялося розведення дрібного рогатої худоби.
На початку 900-х років з'являються перші постійні будівлі та більш значні кам'яні споруди. Розвивається гончарство. Також саме в цей період виявлено численні поховання. Він отримав назву Фаза Мамбо (або власне леопардове Коп'є). Ймовірно в цей час утворюється вождіство в формі військової демократії. Розвиток тривав до середини XI ст., коли утворилася держава Мапунгубве.
Після тривалого занедбання за відомостями археологів наприкінці XVIII ст. тут знову поселяються люди. Цей період отримав назву Фаза Притулок. Під тонким шаром гумусу знаходився великий попелястий шар, у якому були знайдені такі артефакти, як зуби зебри, черепашки прісноводних мідій і черепахи. Знайдено кам'яні споруди.

## Територія
Розташовано за 2 км на північний схід від місця Кгамі та за 24 кілометри на захід від Булавайо. З двох сторін межує з невеликими пагорбами (коп'ями), а з інших двох — гострими ярами. Площа пам'ятки становить близько 137 на 182 м. Втім культурний вплив поширювався від річки белінгве в сучасному Зімбабве до Лімпопо в ПАР.

## Господарство
В часи розквіту рогата худоба, насамперед велика. Краалі, де вона мешкала, розташовувалися в середині поселення. Виявлено докази, що в цей час існували великі череди худоби.
Місцеві мешканці також займалися збиральництвом та частково землеробство. Про це свідчать відомості про раціон жителів, до якого входили пальмове просо, боби, сорго, вигна та дикорослі рослини.
В цей час також починається торгівля золотом із сусідніми племенами.
Активно розвивалася металургія, зокрема виплавка речей з заліза, гончарство із своїм власним стилем. На кераміці виявлено своєрідний орнамент та форми. Типові також неглибокі миски та тарілки, банки з трикутниками та мензурки з високим випаленим горлечком. Найпоширенішою посудиною був плечовий горщик із увігнутою шийкою і з вирізаною драбиною.

## Дослідження
Вперше виявлено у 1961 році К. Р. Робінсоном. Дослідження почалися лише 1969 року під орудою Томаса Хаффмана.